# Oscillation quasi périodique (astrophysique)

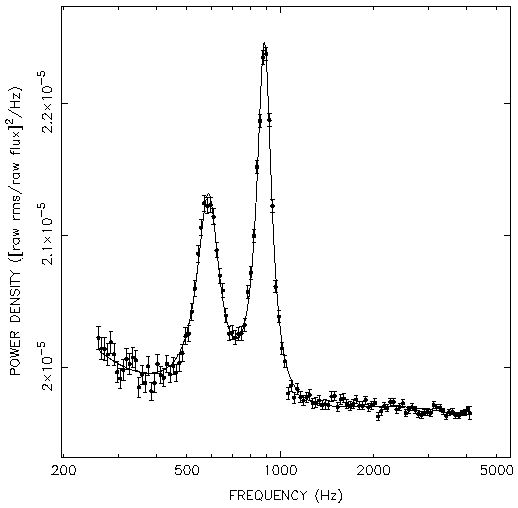
Courbe de luminosité classique d'une oscillation quasi-périodique produite à partir des données du satellite Rossi X-ray Timing Explorer.

Une oscillation quasi périodique (OQP ; QPO en anglais pour Quasi-Periodic Oscillation) est, en astrophysique des hautes énergies, une variation très rapide de l'intensité de la lumière, dans le domaine des rayons X, observée dans certains objets astrophysiques étant dotés de disque d'accrétion.
On distingue les QPOs de basse fréquence autour de 1 hertz et celles de haute fréquence autour de 100 hertz. Les astrophysiciens pensent actuellement que le phénomène est directement lié aux conditions les plus internes des disques d'accrétions, à la dernière orbite stable.

## Histoire
Les QPO ont été découvertes dans des systèmes de naines blanches et d'étoiles à neutrons en 1985. L'une des premières sources de QPO identifiées fut GX5-1, une binaire X à faible masse. Au début, les systèmes d'étoiles à neutrons identifiés comme étant des sources de QPO appartenaient à une classe dont on ne savait pas qu'elles avaient des pulsations. Les périodes de rotation de ces étoiles à neutrons étaient donc inconnues. 
Les modèles de l'époque expliquaient donc que ces étoiles à neutrons avaient des champs magnétiques relativement faibles, de sorte que le gaz ne tombe pas principalement sur leurs pôles magnétiques, comme dans les pulsars en accrétion. Grâce à cela, le disque d'accrétion peut s'approcher très près de l'étoile à neutrons avant d'être perturbé par le champ magnétique et donc permettre l'apparition de QPO.
Il a été observé que la variabilité spectrale de ces étoiles à neutrons correspondait à des changements dans les QPO. Les fréquences QPO typiques se situent entre environ 1 et 60 Hz. Les oscillations les plus rapides ont été trouvées dans un état spectral appelé la branche horizontale, et on pensait qu'elles résultaient de la rotation combinée de la matière dans le disque et de la rotation de l'étoile à neutrons. Pendant la première phase de sa vie, les physiciens pensaient que l'étoile se rapprochait de sa luminosité d'Eddington à laquelle la force du rayonnement pouvait repousser le gaz accrété. Cela pourrait donner lieu à un type d'oscillation complètement différent. Les observations commençant en 1996 avec le Rossi X-ray Timing Explorer (RXTE) pouvaient détecter une variabilité plus rapide, et il a été constaté que les étoiles à neutrons et les trous noirs émettent des rayons X qui ont des QPO avec des fréquences allant jusqu'à environ 1000 Hz. Le RXTE a également observé des QPO à doubles pics, dans lesquels deux oscillations de même puissance apparaissaient à des amplitudes élevées.

## Origines
Les oscillations quasi-périodiques sont des variations régulières, mais non strictement périodiques, observées dans le spectre en rayons X des systèmes astrophysiques compacts. Ces variations sont détectées principalement dans les rayons X, mais parfois dans d'autres longueurs d'onde. L'origine des QPOs est un sujet complexe, lié à plusieurs processus physiques dans l'environnement extrême des objets compacts.